# 帰還 (X-ファイルのエピソード)
「帰還」（原題:Redux）は『X-ファイル』のシーズン5第1話・第2話で、Part.1は1997年11月2日に、Part.2は同年11月9日にFOXが初めて放送した。なお、本エピソードは「ミソロジー」に属するエピソードであり、シーズン4最終話「ゲッセマネ」から続くエピソードである。Part.1のスローガンは「ALL LIES LEAD TO THE TRUTH」（全ての嘘は真実へと導く）に変更されている。
1999年9月26日、本エピソードは「ゲッセマネ」と合わせて「REDUX/帰還」というタイトルで日曜洋画劇場にて放送された。

## スタッフ
- 監督:R・W・グッドウィン（Part.1）、キム・マナーズ（Part.2）
- 脚本:クリス・カーター

## キャスト

### レギュラー
- デイヴィッド・ドゥカヴニー - フォックス・モルダー特別捜査官
- ジリアン・アンダーソン - ダナ・スカリー特別捜査官
- ミッチ・ピレッジ - ウォルター・スキナーFBI副長官
- ウィリアム・B・デイヴィス - シガレット・スモーキング・マン

### ゲスト
- シーラ・ラーケン - マーガレット・スカリー
- パット・スキッパー - ウィリアム・"ビル"・スカリー
- ミーガン・リーチ - サマンサ・モルダー
- ブルース・ハーウッド - ジョン・フィッツジェラルド・バイヤース
- トム・ブレイドウッド - メルビン・フロヒキー
- ディーン・ハグランド - リチャード・ラングリー
- ドン・S・ウィリアムズ - ファースト・エルダー
- チャールズ・シオフィ - スコット・ブレヴィンス課長
- ジョン・フィン - マイケル・クリッチュガウ
- スティーヴ・マカジ - スコット・オステロフ
- アーニー・ウォルターズ - マッキュー神父
- バリー・W・レヴィ - ヴィタリアーノ
- ウィリー・ロス - ウィリー
- ジュリア・アルコス - ホリー
- ジョン・D・サンプソン - セントリー
- ロバート・ライト - ザッカーマン医師

## ストーリー

### Part.1
自分が半生をかけて追求してきたエイリアンの陰謀が政府の捏造だったと知ったモルダーは、打ちひしがれて自宅の床に座り込んでいた。そんな彼にクリッチュガウから電話がかかってきて「気をつけろ。奴らはこの会話を聞いている。」と警告してきた。モルダーが慎重に部屋の中を調べたところ、天井に穴が開いているのを発見した。上の階に向かったモルダーは、そこにいたスコット・オステロフと取っ組み合いになり、彼を殺してしまう。オステロフの電話を調べたモルダーは、彼がFBIに何回も電話をかけていることを知った。モルダーはスカリーに「FBI内部に裏切り者がいる可能性が高い」と知らせた。
モルダーの自宅にやってきたFBI捜査官たちは、床に転がっていたオステロフの死体をモルダーの死体だと信じ切った。翌日、スカリーが「この死体は間違いなくモルダーのものです」と証言したこともあって、モルダーは自殺したものだと思われた。スカリーはスコット・ブレヴィンス課長に事件の詳細を報告することになった。その頃、モルダーは国防総省に侵入していた。
しかし、シガレット・スモーキング・マンはモルダーが生存していると確信しており、必死になって彼の行方を追っていた。オステロフの携帯電話を調べたスカリーは、彼がスキナーに電話をかけていたことを知った。その頃、モルダーは国防総省内部で偽のエイリアンの死体を発見していた。やがて、モルダーは大量の資料を保管する倉庫に行き当たった。そこはシーズン1第1話「序章」のラストでスモーキング・マンがいた倉庫であった。膨大な資料の中から、モルダーは小さな金属製の小瓶を探し出し、これこそがスカリーの癌を治療する鍵だと考えた。
FBIの査問会で裏切り者の存在を告発しようとしたスカリーだったが、突然鼻から血を出して倒れてしまう。その頃、モルダーはローン・ガンメンたちに小瓶の中身の分析を依頼したが、中身はただの精製水だった。

### Part.2
スカリーが危篤状態に陥ったという一報を聞きつけたモルダーは、彼女が搬送された病院に向かった。その途中、モルダーはスキナーに見つかり、FBIの査問会に出席させられることになった。ブレヴィンス課長はモルダーが自殺を偽装した理由を問いただしてきたが、モルダーは話をはぐらかした。査問会の後、モルダーはスキナーに「FBI内部に裏切り者がいて、そいつこそがスカリーを癌にした人間だ」と言った。その頃、シガレット・スモーキング・マンはファースト・エルダーに「上手い理由さえ拵えることができれば、モルダーをシンジケートの側に引きずり込むことができるはずだ」と語っていた。
その後、モルダーは真実を世間に公表するつもりだとスカリーに告げる。モルダーは偶然会ったシガレット・スモーキング・マンから、小瓶の中にある金属のチップがスカリーの治療のカギになるという助言を受ける。その頃、FBIの査問会に出席したクリッチュガウはオステロフの殺害犯を知らないと証言し、ロビー会社にも協力しているとも証言した。モルダーはスカリー一家と彼女の主治医にチップによる治療を提案したが、効果があるかどうか怪しいのは否めなかった。特に、スカリーの兄であるビルはモルダーがふざけていると思い込み、彼を怒鳴りつけた。スカリーは怒るビルを宥め、僅かな可能性を信じてチップを首元に埋め込んだ。
その後、モルダーはシガレット・スモーキング・マンに呼び出され、指定されたレストランに向かった。そこには妹のサマンサの姿があった。サマンサはスモーキング・マンが自分の実父だと告げる。サマンサは誘拐されたことについて何も覚えておらず、思い出すことを拒んだ。翌日、スモーキング・マンは「もし君がFBIを辞めて私のために働くなら、真実を教えてやっても良い」と持ちかけてきたが、モルダーはその申し出を断った。モルダーはブレヴィンス課長に呼び出され、「スキナー副長官がオステロフの死に関する情報を隠匿している。もし君が副長官を内通者として告発するなら、それ相応の見返りはしたいと思う。」と言われた。その後、モルダーはスカリーに会いに行き、「君を助けるためにスモーキング・マンと取り引きをしようとしたが、課長と話をして気が変わった」と言った。しかも、モルダーはスキナーを告発しなかった。
モルダーは再びFBIの査問会に出席していた。ブレヴィンス課長に「オステロフを殺したのは君か」と問われたモルダーは課長を内通者として告発した。その頃、子供時代のモルダーとサマンサの写真を眺めていたスモーキング・マンは、ウィリーという名前の殺し屋に狙撃された。その後、ブレヴィンス課長はオフィスで何者かに殺され、その死は自殺に見せかけられた。
病院に向かったモルダーは、スキナーから「スモーキング・マンが殺害されたのだが、まだ死体が見つかっていない。」と聞かされた。スモーキング・マンが本当に死んだのか疑う2人だったが、スカリーのガンが消滅しつつあるという一報を喜ぶ。

## 製作
クリス・カーターは「帰還」について「前シーズンに張った大量の伏線を回収したかった。また、人間の悪事を覆い隠すためにエイリアンの陰謀が捏造されたというアイデアを試してみたかった」と語っている。Part.1はシーズン5第1話として放送されたが、ドゥカヴニーとアンダーソンが劇場版第1作の撮影にかかりきりであったため、最初に製作されたのは第3話「アンユージュアル・サスペクツ」であった。Part.2でウィリーが担った役どころは、当初の予定では銀髪の男に担わせる予定であったが、シーズン4で銀髪の男を演じたモリス・パニッシュがスケジュールの都合で起用できないと判明したため、急遽ウィリーというキャラクターが生み出された。クリッチュガウを演じるジョン・フィンが「エイリアンの陰謀は政府による捏造だった」と説明する長めのモノローグを言い切った後、スタッフたちは彼の見事な演技に拍手喝采となった。R・W・グッドウィンはモノローグについて「電話帳のように長いものだった」と回想している。
Part.2にはモルダーの陰謀追求、スカリーの信仰、スカリーの癌の治療、シガレット・スモーキング・マンの介入という4つのストーリーラインが存在する。解釈の余地を広げるために、脚本家が1つか2つのサブストーリーを拵えるのは普通だが、クリス・カーターは「『X-ファイル』という番組の核心部分」を「最も面白い方法」で展開したのだという。また、本エピソードからシーズン5第14話「赤と黒」にかけて、モルダーはエイリアンの陰謀を何としてでも止めるという信念を喪失した。この展開は脚本家たちには好評だったが、視聴者には不評だった。モルダーが信念を失ったということは、シンジケートが勝利したことを意味するからである。

## 評価

### 視聴率
シーズン4最終話「ゲッセマネ」がモルダーの自殺で終わったこともあって、本エピソードは大いに注目を集めた。1997年11月2日、FOXはPart.1を初めてアメリカで放映し、2734万人の視聴者を獲得した。9日にはPart.2が放送され、2484万人の視聴者を獲得した。

### Part.1の評価
『A.V.クラブ』のトッド・ヴァンデルワーフはPart.1にC+評価を下し、「このエピソードは1997年の時点では良くできた話だったのだろうが、今（2012年）見るとさほど面白い話ではない。」「モルダーの自殺というアイデアはあまり上手く機能していない。視聴者は1998年の夏に劇場版が作られると知っていたからである。」「『X-ファイル』のクリフハンガーの中でも出来が悪い。」と批判している。『シネファンタスティック』のポーラ・ヴィタリスはPart.1に4つ星評価で星1つを与え、「筋書きのほとんどが信じられないものだった。」「モルダーが国防総省に難なく侵入できたのはおかしいし、彼の行動には道化めいたものが見受けられる。」「ただ、はっとさせられるようなシーンが一つだけあった。それはスカリーがスキナーと対立してでも自分のDNAを検査したシーンである。」と述べている。ロバート・シャーマンとラース・パーソンは著書『Wanting to Believe: A Critical Guide to The X-Files, Millennium & The Lone Gunmen』の中でPart.1に5つ星評価で星1つを与え、「スキナーが裏切り者であるかのように示唆したのは頂けない。無論、それがフェイクであることは見え見えであったが。裏切り者のスコット・ブレヴィンス課長は『X-ファイル』の中でも非常に重要なキャラクターで、シーズン4最終話くらいにしか登場しない。我々はシーズン4までの97話中3話でしか課長を見ていない。」と皮肉を言っている。

### Part.2の評価
『A.V.クラブ』のザック・ハンドルンは本エピソードにA評価を下し、「3部作の内容に物申したいことはあるが、「帰還 Part.2」は良い出来であり、『X-ファイル』の根本に立ち返らせてくれた。エキサイティングでパワフルなエピソードだ。」「ドゥカヴニーは全編通して輝いていた。」と称賛している。シャーマンとパーソンはPart.2に5つ星評価で2つ星半を与え、「Part.2は娯楽作品としては十分面白いものだが、物語がゆったり進みすぎているので興奮に欠ける上に、結末が予想できてしまう。」と述べている。ヴィタリスはPart.2に4つ星評価で星1つ半を与え、「すっきりとした形で終わったのは間違いないが、それでもなお曖昧さがある。」「「帰還 Part.2」を視聴できるレベルに達せしめたのはドゥカヴニーの演技である。彼はいつも的確に感情を表現する。」と評している。
カーターはPart.2を絶賛しており、「我々が製作したエピソードの中でも、最高の出来の一本」と述べている。フランク・スポットニッツは「「帰還Part.2」は私のお気に入りのエピソードの一つです。物語には水晶のような明晰さと切れ味があり、それが私の心の琴線に触れたのです。」と語っている。アンダーソンは「怖いエピソードでした。特に査問会でのシーンが怖かったです。編集、撮影、脚本のどれを取っても素晴らしいものでした。」と述べている。